# Узинський район
Узинський район — адміністративно-територіальна одиниця, утворена в 1923 році в складі Білоцерківської округи. Районний центр — село Узин.

## Історія
З 1930 по 1934 роки район був ліквідованим.
З 1934 року входив складу Київської області.
Станом на 1 вересня 1946 року в районі було 23 населені пункти, які підпорядковувались 17 сільським радам. З них 20 сіл і 3 хутори.
До складу району входили такі сільради: Антонівська, Блощинецька, Василівська, Іванівська, Йосипівська, Красненська, Людвинівська, Макіївська, Михайлівська, Олійниково-Слобідська, Острійківська, Розаліївська, Сухолісівська, Тарасівська, Узинська, Чепелівська та Шпендівська.
Район ліквідований 30 грудня 1962 року, територія майже у повному складі відійшла до складу Білоцерківського району, за винятком Шпендівської сільської ради, що відійшла до складу Кагарлицького району.